# جوي إيدن هاريسون
جوي إيدن هاريسون (بالإنجليزية: Joy Eden Harrison)‏ هي ملحنة ومغنية مؤلفة أمريكية، ولدت في 4 سبتمبر 1962.